# Mark Cavendish
Mark Simon Cavendish MBE  (sinh ngày 21 tháng 5 năm 1985) là một cua rơ xe đạp chuyên nghiệp người đảo Manx thuộc Vương Quốc Annh, hiện đang thi đấu cho đội đua UCI WorldTeam Astana Qazaqstan  . Sở trường của Cavendish ở các giải đua đường trường là đua nước rút, anh được xem là một trong những tay đua nước rút xuất sắc nhất mọi thời đại. Vào năm 2021, giám đốc của cuộc đua xe đạp Tour de France, Christian Pruhomme đã gọi anh là tay đua nước rút xuất sắc nhất trong lịch sử Tour de France cũng như trong môn đua xe đạp.
Trong những năm đầu của sự nghiệp, Cavendish có tham gia cả thể loại đua xe đạp trong nhà, và từng giành huy chương vàng cho đội tuyển xe đạp Vương quốc Anh ở các giải đua UCI Track Cycling World Championships năm 2005 và 2008. Sau khi thất bại trong việc chinh phục tấm huy chương ở  Olympics Bắc Kinh 2008 thì anh ấy đã tạm nghỉ môn xe đạp trong nhà cho đến năm 2015. Sau khi trở lại, Cavendish đã có lần thứ 3 chiến thắng UCI Track Cycling World Championships năm 2016, và đã đoạt huy chương bạc ở Olympics Rio 2016.
Sự nghiệp đua xe đạp của Cavendish chủ yếu là ở môn đua xe đạp đường trường, nơi anh bắt đầu đua chuyên nghiệp từ năm 2005 và đã giành được 11 chiến thắng trong mùa giải đầu tiên này. 
Ở giải đua xe đạp danh giá nhất thế giới Tour de France, Cavendish đã có 34 Tour de France lần chiến thắng chặng, thành tích giúp anh trở thành cua rơ có nhiều chiến thắng chặng Tour de France nhất cùng với huyển thoại Eddy Merckx. Còn nếu tính ở các giải Grand Tour, Cavendish là người có số lần chiến thắng  chặng nhiều thứ ba trong lịch sử với 53 chiến thắng. Vào năm 2011, Cavendish trở thành là cua rơ người Anh thứ hai, sau Tom Simpson, chiến thắng giải đua xe đạp đường trường thế giới. Cavendish cũng đã giành chiến thắng các danh hiệu nướt rút ở cả 3 giải Grand Tour là Vuelta a España 2010 và2011, Tours de France 2021 và Giro d'Italia 2013. Vào năm 2012, Cavendish trở thành cua rơ đầu tiên giành chiến thắng chặng đua cuối cùng của giải đua Tour de France, chặng đua đến đại lộ Champs-Élysées 4 năm liên tiếp.
Năm 2011, Cavendish được trao danh hiệu MBE "vì những đóng góp cho môn đua xe đạp của Vương quốc Anh. 

## Những năm đầu
Cavendish sinh ra ở Douglas, trên đảo Isle of Man, bố anh tên là David là dân đảo và mẹ là Adele đến từ xứ Yorkshire, Anh quốc. Anh đã bắt đầu chơi môn đạp xe motocross (BMX) từ khi còn rất nhỏ và đã từng tham gia các giải đua thiếu niên ở trung tâm National Sports Centre ở Douglas.
Lên 9 tuổi, Cavendish gia nhập một câu lạc bộ ở Douglas và sớm bộc lộ sự quyết tâm trong khi thi đấu. Cựu huấn luyện viên của anh ấy là Dot Tibury kể lại rằng: "Cậu ta không thích thua cuộc. Sau đó cậu ta bắt đầu giành được chiến thắng và thường bắt vòng các tay đua khác".
Cavendish cũng chia sẻ: " Tôi luôn luôn chạy xe. Nhưng có vài cuộc đua mà tôi bị rớt lại." "Khi đó thì mẹ tôi đã cười và tôi giải thích rằng đó là do các đối thủ đều sử dụng xe đạp leo núi. Cho nên tôi xin mẹ mua một chiếc xe đạp eo núi. Đến sinh nhật thứ 13 thì tôi đã có một chiếc. Và ở những cuộc thi sau thì tôi đã đánh bại mọi đối thủ." Đó cũng là thời điểm mà Cavendish gặp cựu tay đua David Millar, người mà anh ấy rất ngưỡng mộ. Sau đó thì Cavendish đã nghỉ học và có 2 năm làm việc ở một ngân hàng để kiếm tiền cho ước mơ trở thành một vận động viên chuyên nghiệp.
Năm 2003, Cavendish là một trong 6 tay đua trẻ được chọn vào học viện British Cycling's Olympic Academy, cho dù ban đầu anh suýt bị từ chối. Các huấn luyện viên Rod Ellingworth, John Herety và Simon Lillistone đã nhận thấy tiềm năng của anh ấy và ra sức thuyết phục Giám đốc Peter Keen chọn anh vào học viện. Chiến thắng đầu tiên của anh ấy là ở giải đua Girvan Tree Day hồi  tháng 3 năm 2004. Trong thời gian ở học viện, Cavendish đã giành 2 huy chương vàng ở Đại hội thể thao Island Games 2003.
Cavendish đã có nhiều tiến bộ trong thời gian ở học viện. Huấn luyện viên Ellingworth khi được hỏi về môi trường học tập có phần hà khắc ở học viện đã nói rằng: "Cav có vẻ rất thích nó". Ở học việc thì các tay đua trẻ được cấp 58 bảng một tuần, phải tự quản lý tài chính cũng như nấu ăn và dọn dẹp. Tạp chí Cycling Weekly thì mô tả học viện giống như một trại huấn luyện theo phong cách một trại hè do Ellingworth quản lý. Ellingworth đã bỏ bài tập chạy xe 3 giờ mà bắt các tay đua trẻ phải hoàn thành bài tập chạy xe 4 giờ trong đêm.
Ở giải đua trong nhà Track world championships 2005 ở Los Angeles, Cavendish cùng đồng đội Rob Hayles đã giành huy chương vàng mặc dù trước đó họ chưa từng thi đấu chung với nhau. Đó là danh hiệu vô địch thế giới đầu tiên của Cavendish. Sau đó Cavendish cũng chiến thắng cuộc đua tính điểm ở giải đua European championship 2005.

## Đua xe đạp chuyên nghiệp

### 2005–2007

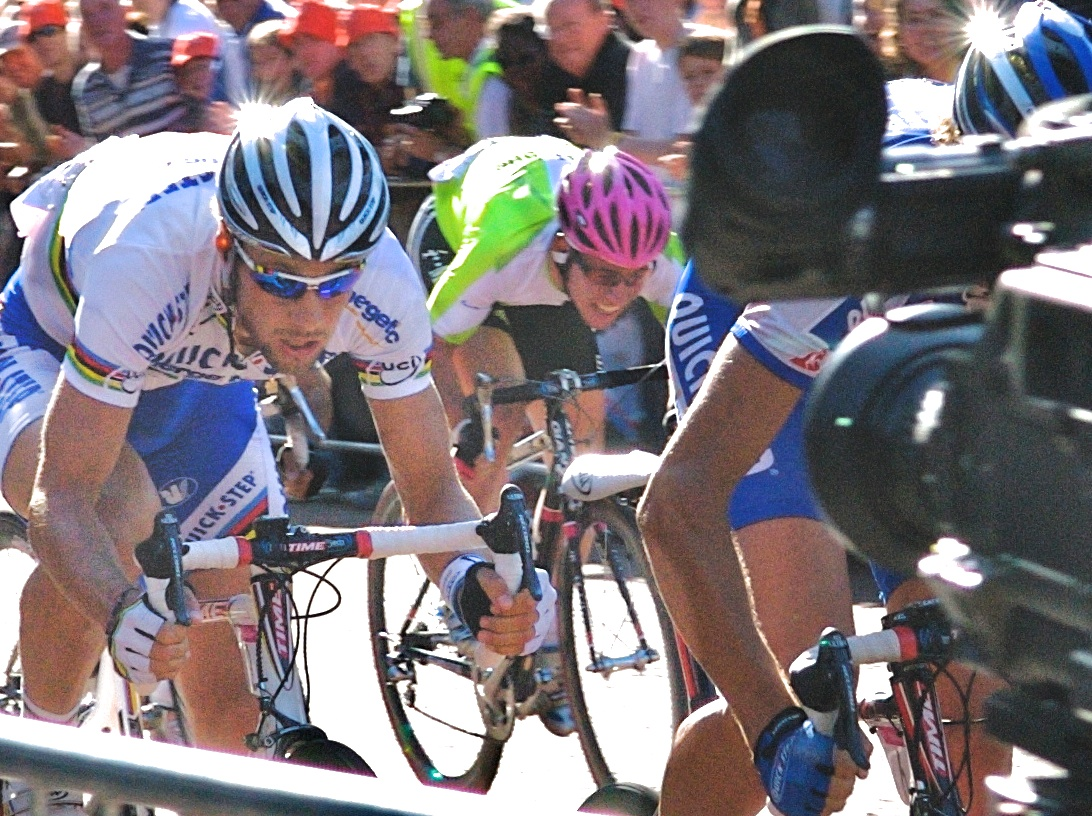
Cavendish (giữa) đang đua nước rút ở chặng 6 2006 Tour of Britain

Cavendish thi đấu chuyên nghiệp từ năm 2005 ở đội đua Team Sparkasse. Trong năm này, anh đã thi đấu các giải Tour de Berlin và Tour of Britain. 
Sang năm 2006 anh thi đấu cho đội Continental team, Team Sparkasse, một đội đua chuyên cung cấp tài năng trẻ cho đội T-Mobile Team.  Trong tháng 6, ở giải Tour de Berlin, anh đã giành chiến thắng 2 chặng đua và giành được danh hiệu tính điểm và nước rút. Sau đó Cavendish đã giành được huy chương vàng ở đại hội thể thao khối thịnh vượng chung 2006 trong màu áo Isle of Man ở môn đua xe đạp scratch.
Thành công ở giải Tour de Berlin giúp Cavendish chuyển sang đội T-Mobile Team. Ở giải đua 2006 Tour of Britain Cavedish đã dành được danh hiệu tính điểm.
Cavendish có đột phá lớn trong năm 2007, với danh hiệu chung cuộc ở giải đua 2007 Scheldeprijs ở Bỉ. Sau đó ở các giải đua Four Days of Dunkirk và Volta a Catalunya thì anh đều giành được 2 chiến thắng chặng. Kết quả đó giúp anh được đội đua điền tên vào danh sách thi đấu giải đua xe đạp nổi tiếng nhất thế giới Tour de France. Đáng tiếc là ở giải đua này thì anh bị ngã rất nhiều và đã phải bỏ cuộc sau chặng 8.

### 2008

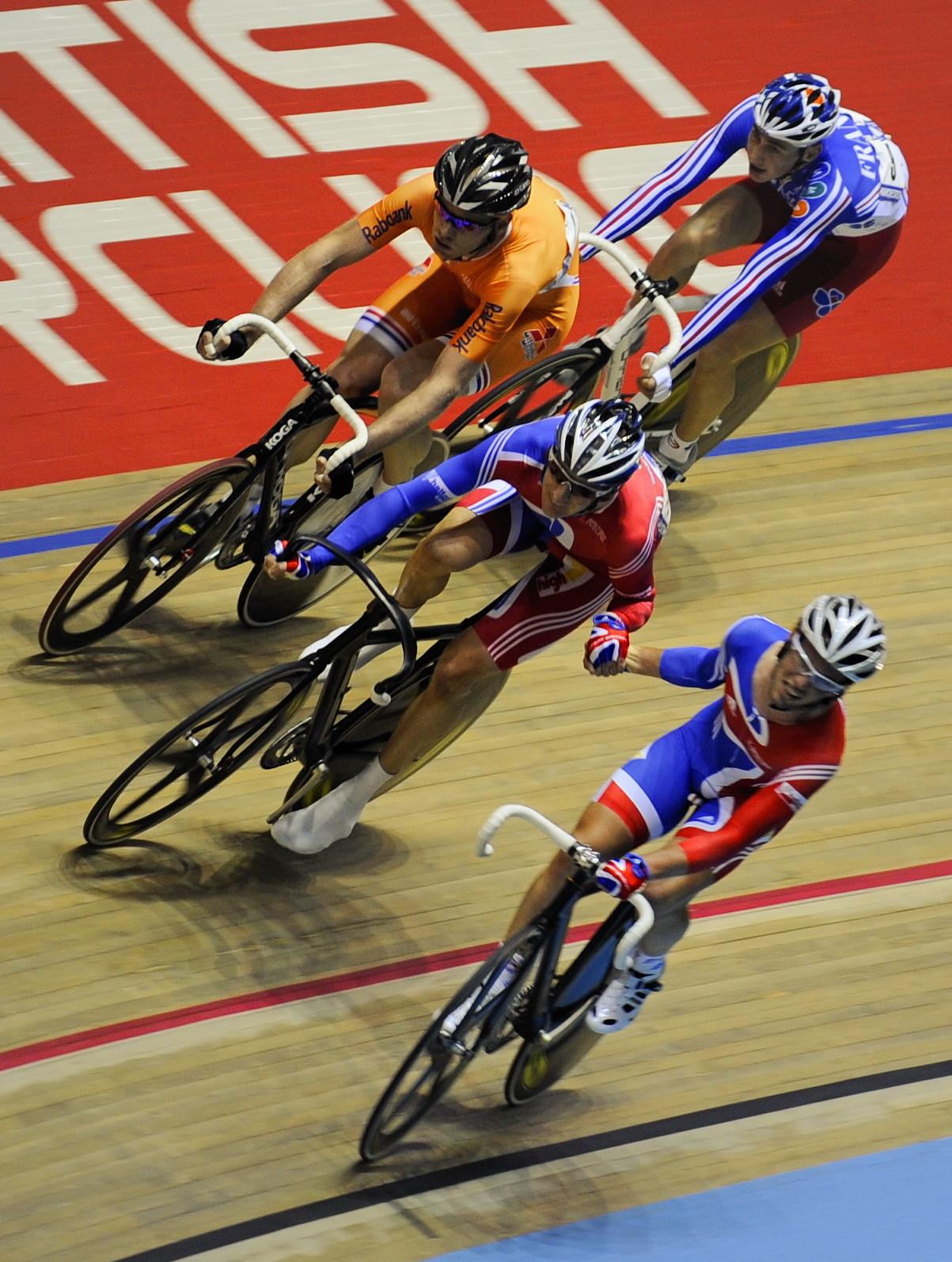
Cavendish (trước) bắt tay Bradley Wiggins, ở giải đua track world championships 2008 ở Manchester.

Năm 2008, Cavendish trở lại giải đua xe đạp trong nhà world championships 2008 được tổ chức ở Manchester. Anh cùng với đồng đội Bradley Wiggins đã đoạt chức vô địch cho đội tuyển Anh.
Ở các giải đua đường trường, Cavendish đã giành được chiến thắng chặng Grand Tour đầu tiên ở giải đua Giro d'Italia 2008. Sau đó anh giành thêm 4 chiến thắng chặng ở giải đua Tour de France 2008. Nhưng một lần nữa anh phải bỏ dở giải đua sau chặng 14 để tập trung cho chiến dịch Olympics Bắc Kinh 2008. Đội tuyển Anh với bộ đôi Cavendish và Wiggins được đánh giá là ứng cử viên hàng đầu ở môn xe đạp trong nhà, tuy nhiên họ chỉ xếp thứ 9. Cavendish cho rằng Wiggins đã không có phong độ tốt nhất ở giải đấu này.
Cavendish mau chóng vượt qua nỗi thất vọng ở Olympics và thi đấu rất thành công trong phần còn lại của mùa giải, giành thêm 11 chiến thắng chặng nữa, bao gồm 3 chiến thắng chặng ở các giải Tour of Ireland và Tour of Missouri. Tour of Missouri cũng là giải đua duy nhất trong năm 2008 mà Cavendish giành được danh hiệu tính điểm. Còn ở giải Tour de Romandie, Cavendish đã đánh bại Wiggins để giành chiến thắng chặng đua tính giờ cá nhân.

### 2009
Cavendish khởi đầu mùa giải 2009 ở giải đuaTour of Qatar, nơi anh gặp sự cạnh tranh quyết liệt Tom Boonen của đội đua Quick Step. Boonen đã giành chức vô địch và 1 chiến thắng chặng còn Cavendish giành được 2 chiến thắng chặng. Đến giải đua Tour of California 2009, Cavendish lại có 2 chiến thắng bằng cách đánh bại Boonen ở giai đoạn ước rút. Đây cũng là giải đua mà Cavendish giành được danh hiệu tính điểm đầu tiên trong mùa giải 2009.
Cavendish vẫn được triệu tập lên đội tuyển Anh để thi đấu giải  UCI Track Cycling World Championships 2009, tuy nhiên anh đã không giành được huy chương nào ở giải đấu này.
Bước vào các giải đua đường trường ở Châu Âu, Cavendish giành được 1 chiến thắng chặng  ở giải đua Tirreno–Adriatico 2009. Sau đó thình anh tham gia giải đua Classic đầu tiên của mình là giải Milan–San Remo 2009 và đã giành chiến thắng chung cuộc.

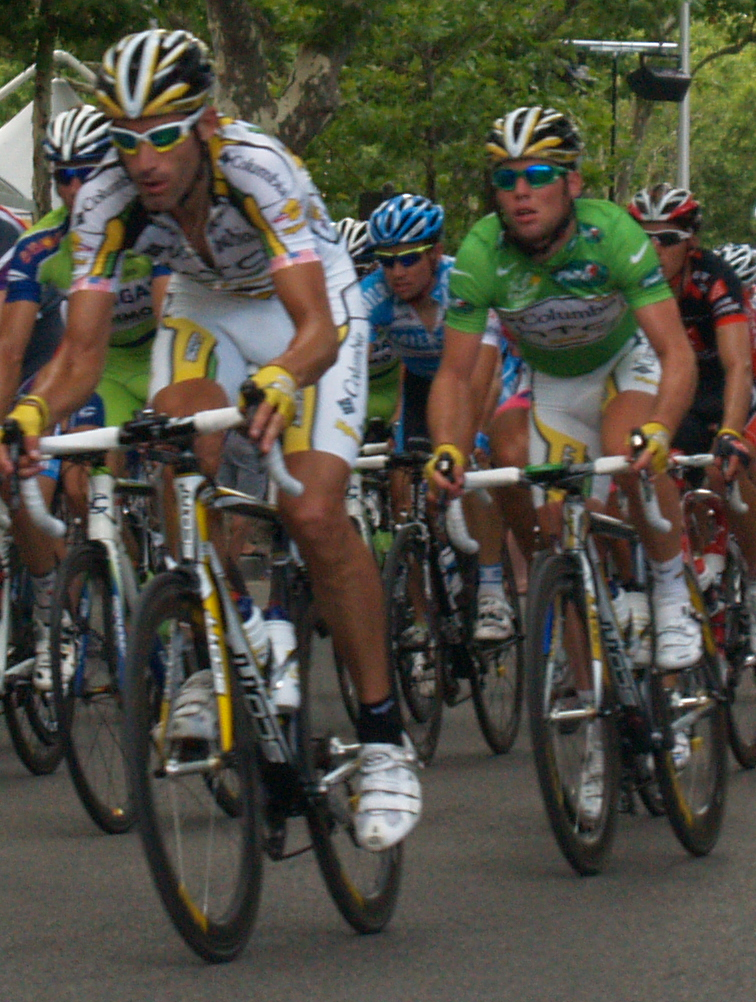
George Hincapie và Cavendish ở chặng 3 Tour de France 2009.

Tương tự giải đua 2008, Cavendish cũng giành được 2 chiến thắng chặng và đoạt danh hiệu tính điểm ở giải đua Three Days of De Panne 2009. Ở chặng đua mở màn Giro d'Italia 2009 đội đua của Cavendish là Team Columbia-High Road đã giành chiến thắng nội dung tính giờ đồng đội và Cavendish được mặc chiếc áo hồng, anh trở thành cua rơ người đảo Manx đầu tiên được mặc chiếc áo này. Cho đến chặng đua thứ 13 thì Cavendish có thêm 3 chiến thắng chặng nữa. Tuy nhiên anh đã bất ngờ bỏ giải sau chặng 13, lý do được cho là để tập trung cho giải Tour de France 2009. Để chuẩn bị cho Tour de France, anh ấy đã tham gia giải Tour de Suisse 2009 và giành chiến thắng chặng 3 và chặng 6.
Tour de France 2009 là một giải đua cực kỳ thành công của Cavendish, nơi anh đã giành tới 6 chiến thắng chặng và có thời điểm được mặc áo xanh tính điểm 2 chặng liên tiếp, anh là tay đua người Anh đầu tiên làm được điều này. Mặc dù vậy thì cuối cùng Cavendish vẫn phải nhường danh hiệu tính điểm cho cua rơ Thor Hushovd của đội Cervélo TestTeam.
Sau giải Tour de France, Cavendish đã chiến thắng giải Sparkassen Giro Bochum, tham gia và giành được 1 chiến thắng chặng ở Tour of Ireland. Tronng tháng 9, anh đạt tới cột mốc 50 chiến thắng với chiến thắng chặng đua mở màn của Tour of Missouri. Trước giải đấu này, anh xác nhận sẽ ở lại đội Team Colombia đến năm 2010, chấm dứt đồn đoán anh sẽ chuyển sang Đội Sky. Đây là giải đua mà Cavendish đã dẫn đầu bảng xếp hạng tổng sau 2 chặng đua đầu tiên. Tuy nhiên do bị viêm phổi nên Cavendish đã phải bỏ giải sau chặng 3
Cavendishh một lần nữa được triệu tập vào đội tuyển Anh thi đấu giải UCI Road World Championships 2009, song anh đã không thể tham gia do vấn đề sức khỏe.

### 2010

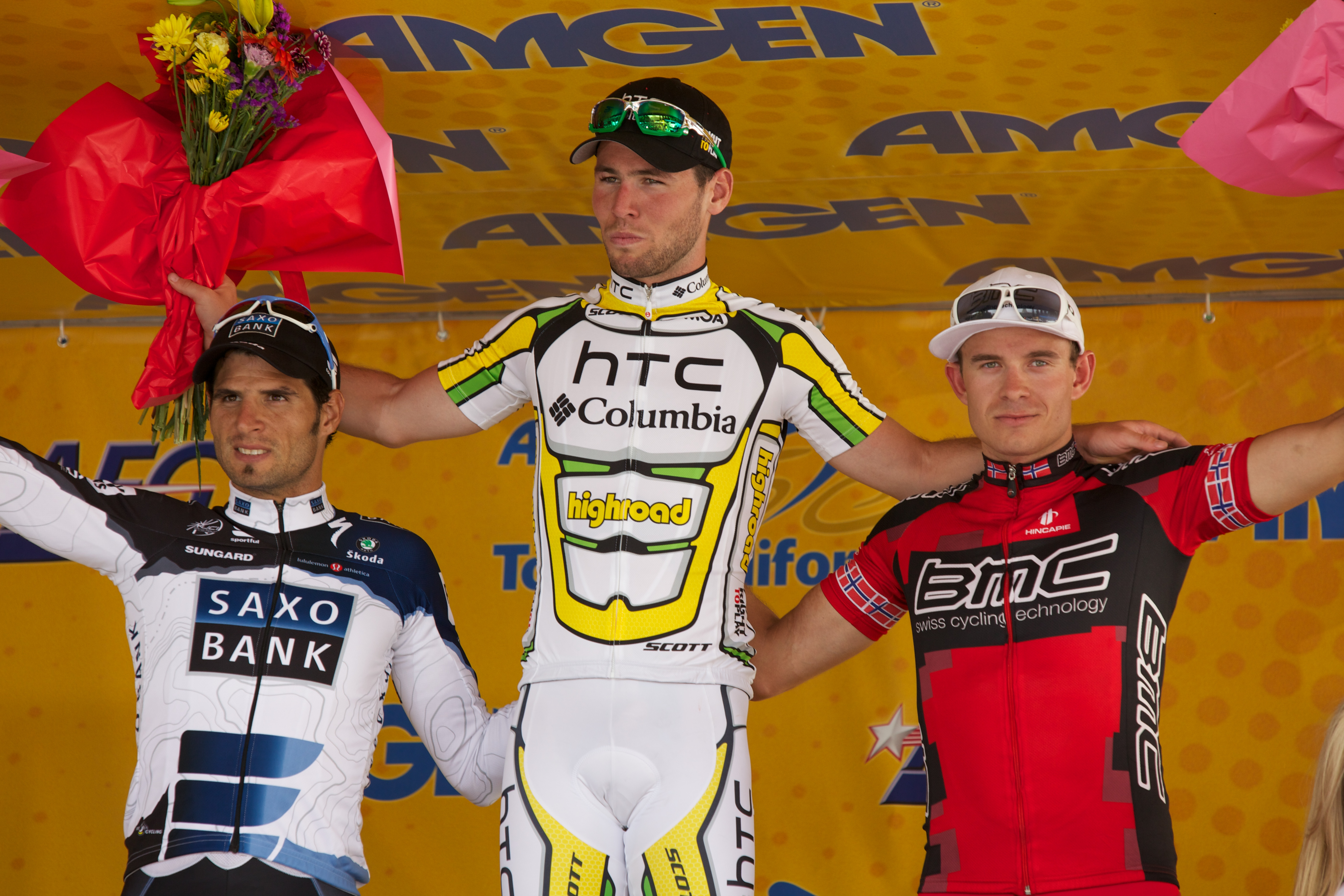
Cavendish ăn mừng chiến thắng chặng 1 của giải đua Tour of California 2010

Do phải điều trị chấn thương nên phải đến giữa tháng 2 Cavendish mới bắt đầu mùa giải 2010 ơ giải đua Vuelta a Andalucía. Với điều kiện sức khỏe chưa ở trạng thái tốt nhất nên anh đã không thể bảo vệ chiến thắng ở giải đua Milan–San Remo, thậm chí còn về đích sau người chiến thắng khoảng 6 phút. Tuy nhiên Cavendish vẫn đặt mục tiêu sẽ giành chiếc áo xanh lá cây tính điểm ở giải đua và chiến thắng nội dung đua đường trường ở giải UCI Road World Championships 2010. Cavendish đã đăng ký tham gia giải đua Tour of Flanders với mục đích lấy lại phong độ và hỗ trợ cho đồng đội, song anh đã vướng vào một tai nạn và không thể hoàn thành cuộc đua.
Đến giải đua Volta a Catalunya 2010 thì Cavendish bắt đầu tìm lại được phong độ, anh xếp thứ 7 ở chặng đua tính giờ cá nhân và chiến thắng chặng thứ 2. His team withdrew Cavendish Ở giải đua Tour de Romandie 2010 Cavendish có cử chỉ khiếm nhã sau khi giành chiến thắng chặng 2 nên đã bị đội đua rút tên khỏi giải đấu.  Đến tháng 5, Cavendish quyết định không tham gia Giro d'Italia mà sang Mỹ đua giải Tour of California và đã giành được chiến thắng chặng 1. Sang tháng 6, Cavendish gây ra tai nạn lớn khi đang nước rút chặng 4 giải đua Tour de Suisse, anh đã bị các đối thủ chỉ trích phong cách chạy quyết liệt của mình.
Ở giải đua Tour de France 2010, ngay ở chặng đua đầu tiên Cavendish đã bị ngã xe khi còn cách đích khoảng 3km. Sau đó anh có sự trở lại mạnh mẽ, giành được 5 chiến thắng chặng, nâng tổng số chiến thắng chặng ở Tour de France lên con số 15. Nhưng một lần nữa Cavendish thất  bại trong việc đoạt chiếc áo xanh lá cây tính điểm, khi kém người đoạt danh hiệu này là Petacchi 11 điểm.
2010 là lần đầu tiên Cavendish tham gia giải đua Vuelta a España. Anh đã giành chiến thắng 3 chặng đua và giành được danh hiệu tính điểm.

### 2011
Cavendish có khởi đầu khá chậm chạp trong năm 2011, phải đến cuối tháng 2 mới giành được chiến thắng chặng đầu tiên ở giải đua Tour of Oman. Chiến thắng chặng thứ hai trong năm là ở giải Scheldeprijs—và đây là chiến thắng thứ 3 của anh ở giải đua này sau các giải đua năm 2007 và 2008, thành tích giúp anh san bằng kỷ lục của Piet Oellibrandt. Sau đó thì Cavendish đã không hoàn thành giải đua Paris–Roubaix.
Ở giải đua Giro d'Italia 2011, sau khi chiến thắng chặng đua tính giờ đồng đội ở chặng mở màn và về nhì ở chặng 2 thì Cavendish có vinh dự một lần mặc chiếc áo hồng chung cuộc ở chặng 3. Sau đó mặc dù không giữ được chiếc áo hồng nhưng anh đã giành chiến thắng chặng 10 và chặng 12 rồi lại bỏ giải đua nửa chừng sau chặng 13. Ngày 11 tháng 6, Cavendish được trao danh hiệu MBE.

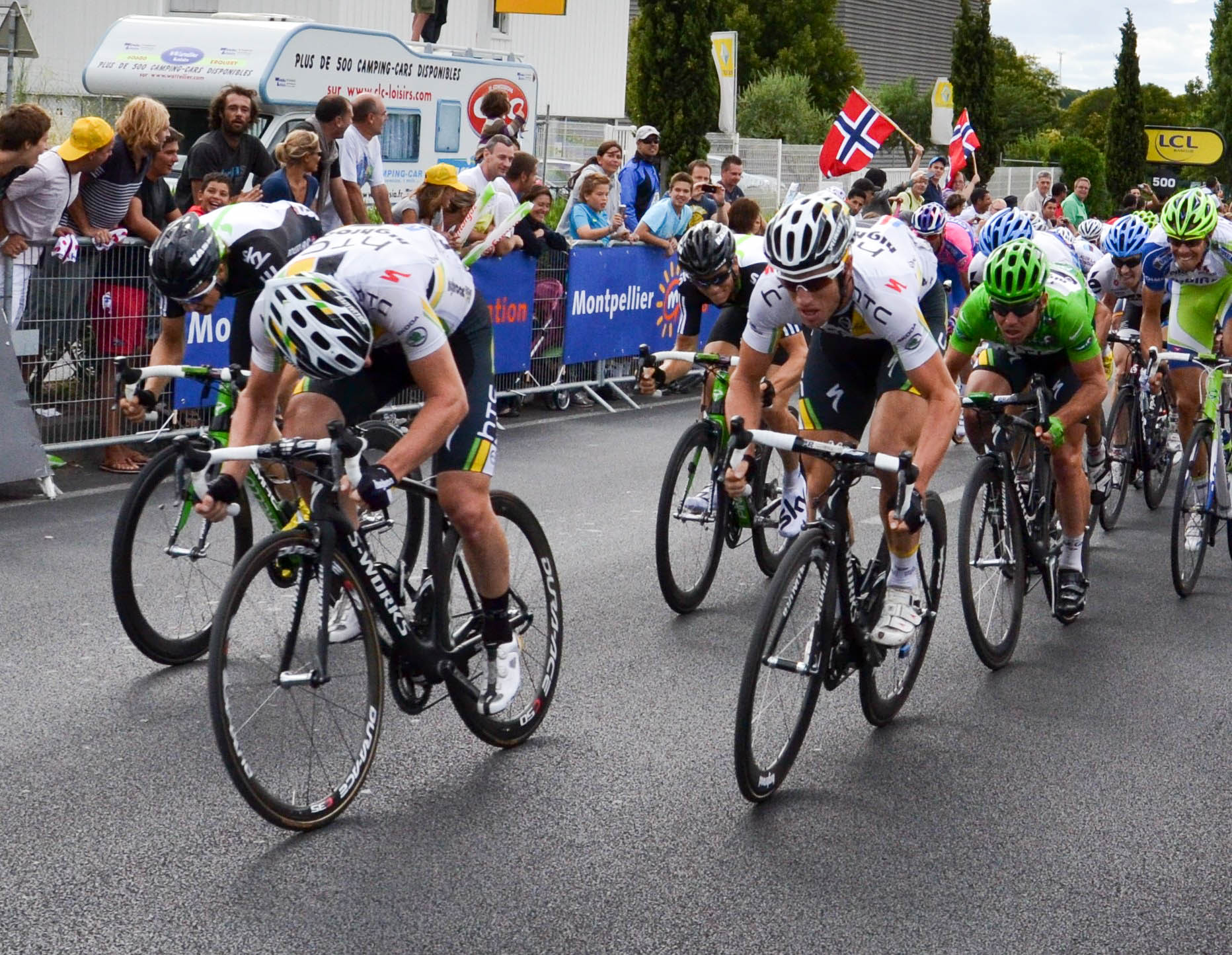
Cavendish (áo xanh lá cây) thi đấu chặng 15 Tour de France 2011.

Giải đua Tour de France 2011 Cavendish có thêm 5 chiến thắng chặng nữa, nâng tổng số chiến thắng chặng Tour de France của anh lên con số 20. Anh cũng trở thành người đầu tiên giành chiến thắng chặng đua cuối cùng trong 3 năm liên tiếp. Kết thúc giải đua, Cavendish đã giành được chiếc áo xanh tính điểm, anh là cua rơ người Anh đầu tiên giành được thành tich này.
Đến tháng 8, Cavendish thông báo chia tay đội đua HTC-Highroad để chuyển sang đội Team Sky từ 2012. Sau đó Cavendish được triệu tập vào đội tuyển Anh để tham gia giải London–Surrey Cycle Classic, đây là giải đấu tập huấn cho Olympics 2012 và là một phần của London Prepares series. Chỉ khoảng 1  tuần sau, Cavendish lại tham gia Vuelta a España 2011, nhưng đã phải bỏ cuộc sớm ở chặng thứ 4 do bị bỏng nhiệt. Sau khi rút lui khỏi giải Vuelta Cavendish đã kịp bình phục để đăng ký tham gia Tour of Britain. Ở giải đua này thì anh đã chiến thắng chặng 1 và chặng đua cuối cùng ở London.

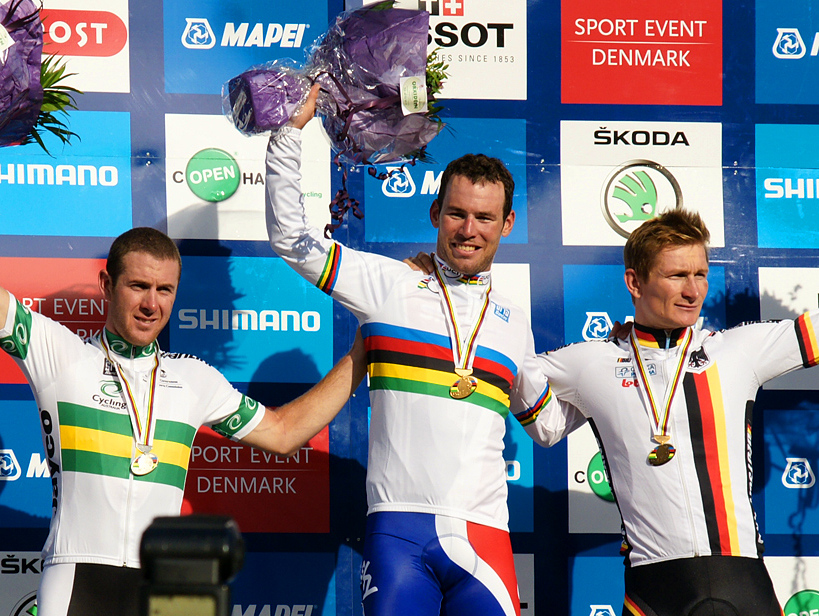
Matthew Goss of Australia, Cavendish and Germany's André Greipel on the podium after the road race at the 2011 road world championships.

Cuối tháng 9, Cavendish lại lên đội tuyển Anh thi đấu giải đua UCI Road World Championships 2011 ở Copenhagen, anh đã giành chức vô địch nội dung đua đường trường và trở thành tay đua người Anh thứ hai đạt được thành tích này sau Tom Simpson hồi năm 1965.
Cuối năm, Cavendish đã giành giải thưởng BBC Sports Personality of the Year Award với 49.47% phiếu bầu, giúp anh vượt qua Mo Farah và Darren Clarke.

### 2012
Cavendish bắt đầu mùa giải 2012 bằng giải đua Tour of Qatar. Mặc dù mới chỉ vừa khỏi ốm, anh ấy đã giành chiến thắng chặng 3, đây là chiến thắng chặng đầu tiên của Cavendish cho đội đua Team Sky. Sau đó anh thắng tiếp chặng 5 rồi hoàn thành giải đua trong top-10 chung cuộc. cho dù đã bị ngã xe ở chặng cuối cùng. Ở giải đua Tour of Oman, Cavendish bị chấn thương ngay ở chặng đua đầu tiên và đã không giành được chiến thắng nào ở giải đua này. Nhưng không phải đợi quá lâu, anh đã lấy lại thói quen chiến thắng chặng ở giải đua Kuurne–Brussels–Kuurne.
Sang tháng 3, Cavendish đặt mục tiêu giành chiến thắng thứ hai ở giải đua Milan–San Remo nhưng đã bị rớt lại khi còn cách đích khoảng 100km. Ở những giải đua Classics khác thì Cavendish cũng không có kết quả quá cao. Ở giải Tour de Romandie, anh cũng không có chiến thắng chặng nào.
Một tuần sau đó, Cavendish mới giành chiến thắng chặng thứ 5 trong mùa giải bằng chiến thắng chặng 2 Giro d'Italia 2012. Sau đó anh thắng tiếp chặng 5 và chặng 13. Sau hai lần bỏ dở Giro 2009 và 2011 (2010 không tham gia) thì Cavendish đã thi đấu trọn vẹn Giro 2012 với mục tiêu giành lấy chiếc áo xanh tính điểm, nhưng đã để thua Joaquim Rodríguez với chỉ 1 điểm ít hơn. 
Giữa tháng 6, Cavendish tham gia giải đua Ster ZLM Toer và có được kết quả trái với thói quen so với các giải đua khác. Đó là anh không giành được chiến thắng chặng nào nhưng lại giành được chức vô địch

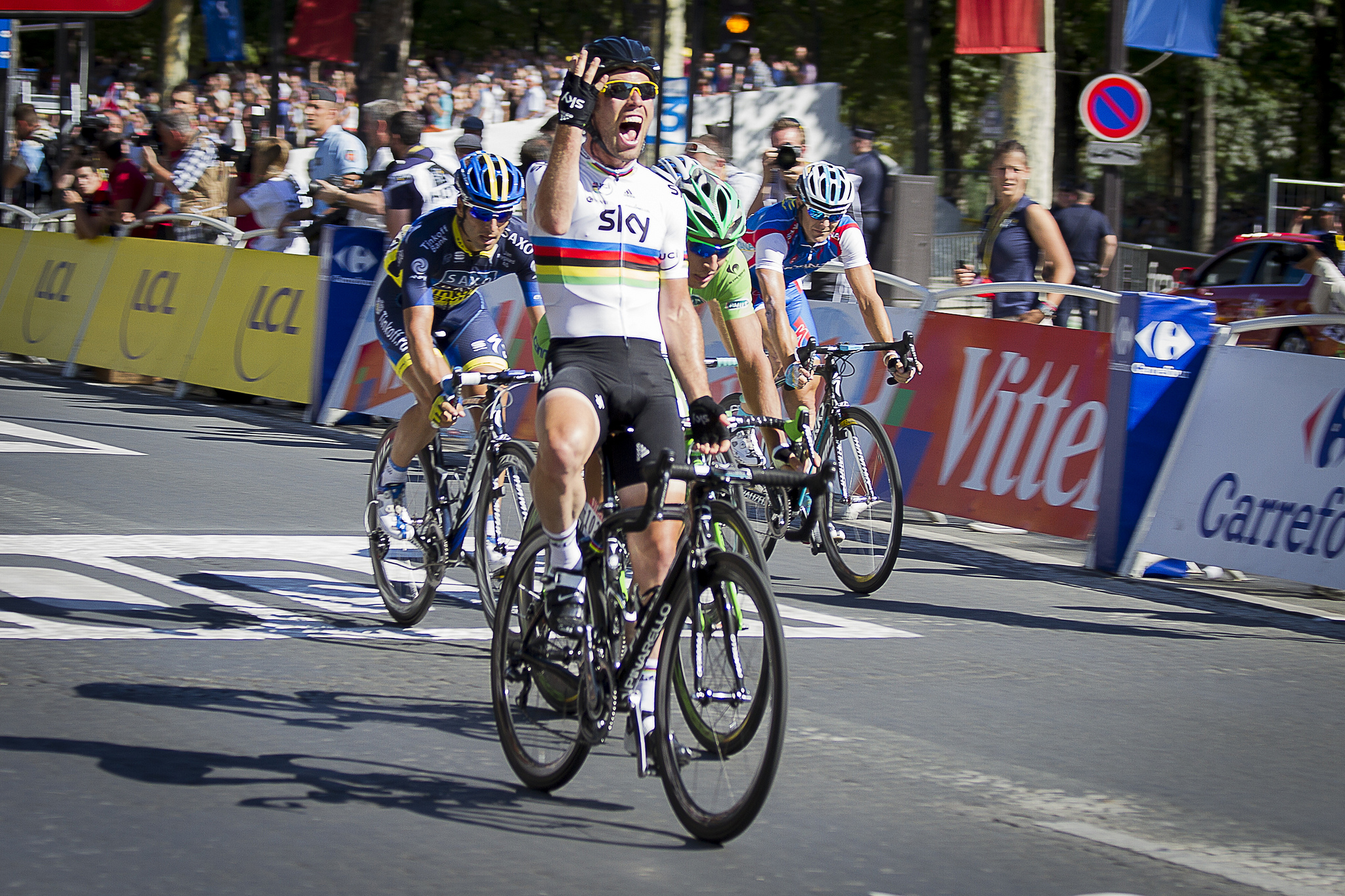
Cavendish won the final stage of the 2012 Tour de France on the Champs-Élysées, for a record fourth successive year.

Sang tháng 7, Cavendish tham gia Tour de France 2012, anh đã giành thêm được 3 chiến thắng chặng. Ở chặng 4 thì Cavendish gặp tai nạn khi còn cách đích 3 km (1,9 mi). Sau đó thì anh đua chiến thuật để hỗ trợ đồng đội Wiggins. Cavendish chính là người đã giành chiến thắng chặng đua cuối cùng ở đại lộ Champs-Elysée, thành tích giúp anh lập kỷ lục 4 lần chiến thắng chặng đua cuối cùng liên tiếp, và trở thành tay đua nước rút thành công nhất trong lịch sử Tour de France với 23 chiến thắng chặng.
Một trong những mục tiêu lớn nhất của Cavendish trong năm 2012 là chinh phục tấm huy chương vàng trên sân nhà Olympics 2012, đáng tiếc là Cavendish đã thi đấu không thành công, chỉ xếp thứ 29.
Bỏ qua nỗi thất vọng Olympics, Cavendish đã giành chiến thắng 3 chặng đua ở giải Tour of Britain. Ngày 18 tháng 10, anh ký hợp đồng 3 năm với đội đua Omega Pharma–Quick-Step, từ mùa giải 2013.

### 2013
Cavendish khởi đầu mùa giải 2013 bằng một chiến thắng ở chặng đua mở màn của giải đua Tour de San Luis ở Argentina, đây cũng là chặng đua đầu tiên của anh cho đội đua mới Omega Pharma Quick Step. Sau đó anh đã vô địch giải đua Tour of Qatar, với 4 chiến thắng chặng liên tiếp trong số 6 chặng đua của giải đấu này. Trong tháng 3, anh đã giành chiến thắng chặng 2 của giải đua Three Days of De Panne. Tháng 4 thì Cavendish về nhì, sau Marcel Kittel ở giải đua Scheldeprijs.

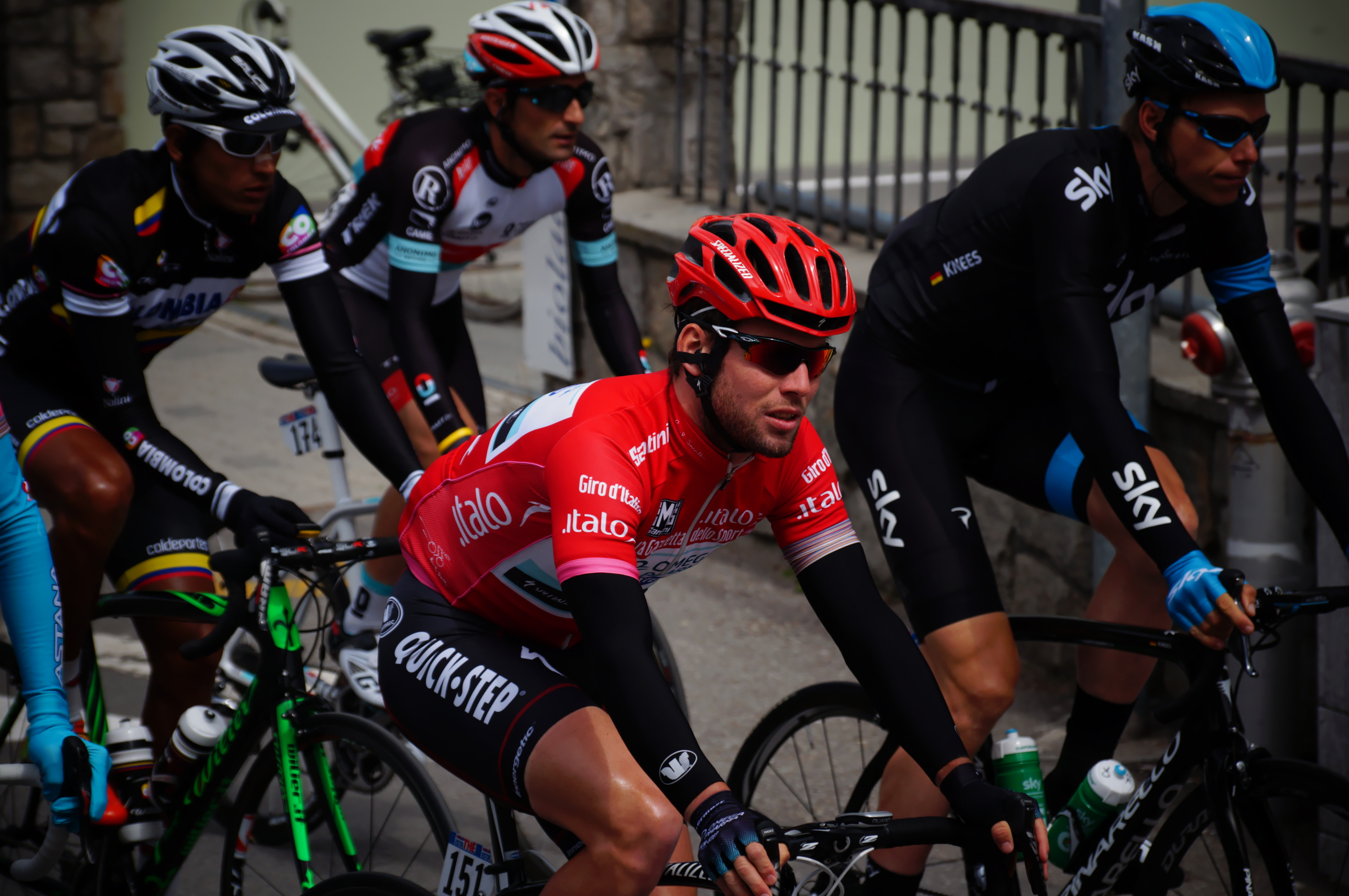
Cavendish won the red jersey at the 2013 Giro d'Italia, becoming one of only five riders to win the points classification in all three Grand Tours.

Sang tháng 5, Cavendish tham gia và giành chiến thắng chặng đua mở màn giải đua Giro d'Italia 2013, kết quả giúp anh có lần thứ 3 trong sự nghiệp được mặc chiếc áo hồng. Sau đó anh giành thêm 4 chiến thắng chặng nữa ở các chặng 6, 12, 13 và 21.   Chung cuộc thì Cavendish đã giành được chiếc áo đỏ tính điểm, thành tích giúp anh trở thành tay đua thứ 5 trong lịch sử giành được danh hiệu tính điểm ở 3 giải đua Grand Tour là Vuelta a Espana 2010, Tour de France 2011 và Giro d'Italia 2013.
Ngày 23 tháng 6, Cavendish chiến thắng giải đua  British national road race championship, được tổ chức ở Glasgow.
Trong tháng 7, anh tiếp tục tham gia Tour de France và giành chiến thắng chặng 5 và chặng 13.  nâng tổng số chiến thắng chặng Tour de France lên con số 25. Đến cuối tháng thì Cavendish quyết định tham gia giải Danmark Rundt và giành được chiến thắng chặng đua cuối cùng.
Đến tháng 9, anh trở lại thi đấu nội dung đua lòng chảo ở giải đua  International Belgian Open, kết quả giành được là hạng nhì ở thể loại đua scratch race và hạng ba ở thể loại đua madison. Ngày 18 tháng 9, Cavendish giành chiến thắng chặng 4 giải đua Tour of Britain, sau khi đánh bại Elia Viviani ở Công viên quốc gia Snowdonia.Ba ngày sau, anh lại vượt qua Elia Viviani để giành chiến thắng chặng 7. Chưa dừng lại ở đó, ngày hôm sau Cavendish chiến thắng luôn chặng đua cuố cùng ở London.

### 2014

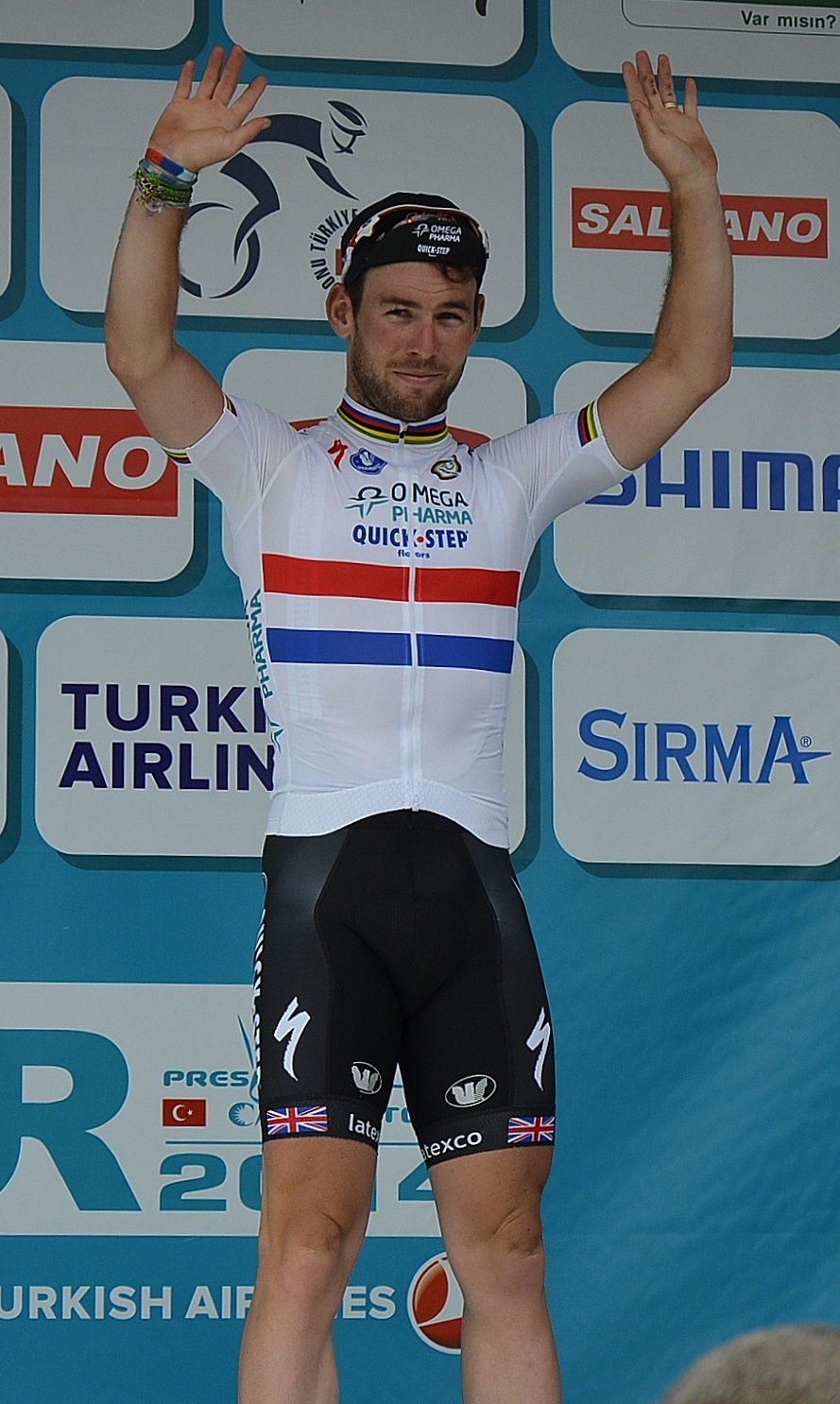
Cavendish at the 2014 Tour of Turkey.

Kết quả ở các giải đua đầu năm của Cavendish khá khiêm tốn. Sau đó anh quyết định không tham gia Giro d'Italia 2014. Thành tích tốt nhất ở các giải Classics là vị trí thứ 5 ở giải đua Milan-San Remo. Phải đến giải đua Tour of Turkey Cavendish mới lấy lại phong độ, giành chiến thắng 4 chặng đua  và đoạt danh hiệu tính điểm.
Cavendish tham gia Tour de France 2014, nhưng đã để bị ngã xe ngay ở chặng đua đầu tiên. Cú ngã khiến cho anh bị chấn thương không thể tiếp tục tham gia giải đua này. Sau khi hồi phục chấn thương, anh đã tham gia giải đua Tour de l'Ain, nhưng không giành được chiến thắng nào. Đến giải đua Tour du Poitou-Charentes, thì Cavendish lấy lại thói quen chiến thắng ở 2 chặng đua đầu tiên và giành được danh hiệu tính điểm thứ hai trong mùa giải.
Giống như các năm trước, đến tháng 9  thì Cavendish tham gia giải đua trên sân nhà Tour of Britain, nhưng ở giải đua này thì anh không có thêm chiến thắng chặng nào. Đến cuối năm, Cavendish tham gia một vài giải đua xe trong nhà, anh có được vị trí thứ nhì ở giải Six Days of Ghent và chiến thắng giải đua Six Days of Zurich, cả hai giải này anh đều đua đồng đội với Iljo Keisse.

### 2015
Trái với năm 2914, Cavendish thi đấu rất thành công ở giai đoạn đầu mùa giải. Đến giữa tháng 2 anh đã giành chiến thắng 5 chặng đua, bao gồm 2 chặng ở giải Dubai Tour, nơi anh giành cú đúp vô địch và đua tính điểm. Trong tháng 3, Cavendish lần thứ 2 trong sự nghiệp vô địch giải Kuurne–Brussels–Kuurne. Sau đó anh tham giải giải Tirreno–Adriatico, nhưng đã bị một cú ngã khá mạnh ở chặng 2 do va chạm với Elia Viviani. Giải đua tiếp theo của Cavendish là Tour of Turkey, anh đã giành chiến thắng 3 chặng và đoạt danh hiệu tính điểm trước sự cạnh tranh của Daniele Ratto. Cavendish tiếp tục giữ được phong độ cao ở giải đua Tour of California, chiến thắng 4 chặng đua và danh hiệu tính điểm. Nhưng ở giải đua Tour de Suisse thì lại không quá thành công với kết quả tốt nhất chỉ là hạng 6 ở chặng 6.
 

Đến Tour de France 2015, Cavendish đánh bại André Greipel để giành chiến thắng chặng 7 ở Fougères. Đây là chiến thắng Tour de France thứ 26 của anh.

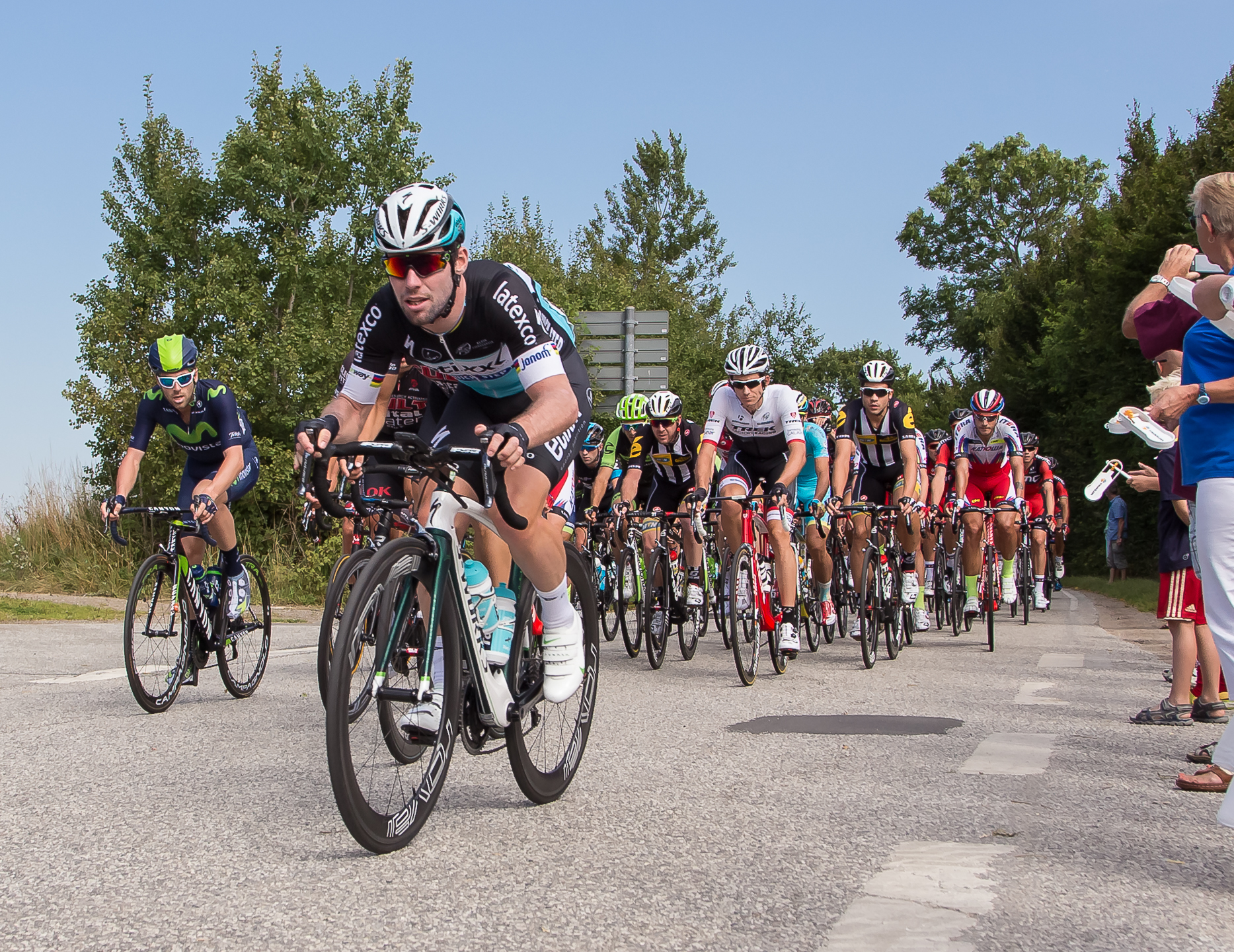
Cavendish at the 2015 Vattenfall Cyclassics.

Ngày 16 tháng 8, Cavendish cùng với Bradley Wiggins chiến thắng giải đua xe đạp trong nhà Derby Velodrome. Đây là lần đầu tiên họ đua cặp với nhau kể từ Olympics 2008. Ngày 29 tháng 9, thông tin Cavendish ký hợp đồng đua 2016 cho đội Team Dimension Data được công bố. Đội trưởng, Doug Ryder, phát biểu rằng hợp đồng này là 'bước tiến lớn của đội đua'.

### 2016
Trong tháng 2, Cavendish tham gia giải Tour of Qatar, anh đã giành chiến thắng chặng 1 và lần thứ 2 đoạt chức vô địch giải đua này. Cavendish đặt mục tiêu đoạt huy chương Olympics Rio 2016. Để chuẩn bị cho Olympics, anh đã tham gia giải đua xe đạp vô địch thế giới UCI track world championshi và giành được vị trí thứ 6 ở thể loại omnium. Sau đó anh cùng với Wiggins đã chiến thắng thể loại madison. Đến tháng 4 thì anh tham gia Tour of Croatia, giành chiến thắng chặng 2.
Ngày 2 tháng 7, Cavendish chiến thắng chặng đua mở màn Tour de France 2016 để lần đầu được mặc chiếc áo vàng. Đến chặng 2 thì anh để mất chiếc áo vàng vào tay Sagan. Ở các chặng đua tiếp theo, Cavendish giành được thêm 3 chiến thắng chặng nữa. để nâng tổng số chiến thắng chặng Tour de France lên con số 30. Nhưng để chuẩn bị cho Olympics nên Cavendish quyết định rút lui khỏi Tour de France sau chặng 17, vì các chặng đua cuối cùng là những chặng leo núi không phải sở trường. Ở Olympics Rio 2016, Cavendish hoàn thành mục tiêu huy chương bằng chiếc huy chương bạc ở thể loại đua omnium.
Sau Olympics, Cavendish tiếp tục tham gia các giải đua trong nhà, một lần nữa làm đồng đội với Bradley Wiggins ở giải đua Six Day London, song đã để thua cặp Kenny De Ketele và Moreno De Pauw, nên chỉ có vị trí thứ 2 chung cuộc. Bộ đôi tiếp tục đồng hành ở giải Six Days of Ghent, lần này thì họ đã đánh bại De Ketele và De Pauw để giành chức vô địch.

### 2017
Sau khi không giành được chiến thắng chặng nào ở giải đua đầu tiên trong năm 2017 ở Dubai Tour, thì Cavendish đã giành chiến thắng chặng đua mở màn của giải đua Abu Dhabi Tour. Đến tháng 4, Cavendish nhiễm virus Epstein–Barr virus, phải nghỉ thi đấu cho đến giải đua British National Championships.
Cavendish đủ sức khỏe để tham gia Tour de France 2017, nhưng ở chặng đua thứ 4, anh bị ngã vô hàng rào khi đang đua nước rút với nhà vô địch thế giới Peter Sagan. Cú ngã khiến cho Cavendish bị chấn thương vai, không thể tiếp tục tham gia giải đua. Đã có tranh cãi về pha tai nạn này. Cuối cùng Peter Sagan bị phạt loại khải giải đua do có hành vi nguy hiểm trong giai đoạn đua nước rút.
Trở lại sau chấn thương, Cavendish tham gia giải đua Six Day London. Do Bradley Wiggins giải nghệ nên anh đua cặp với Peter Kennaugh, và họ đã xếp thứ hai chung cuộc ở giải đua này.

### 2018

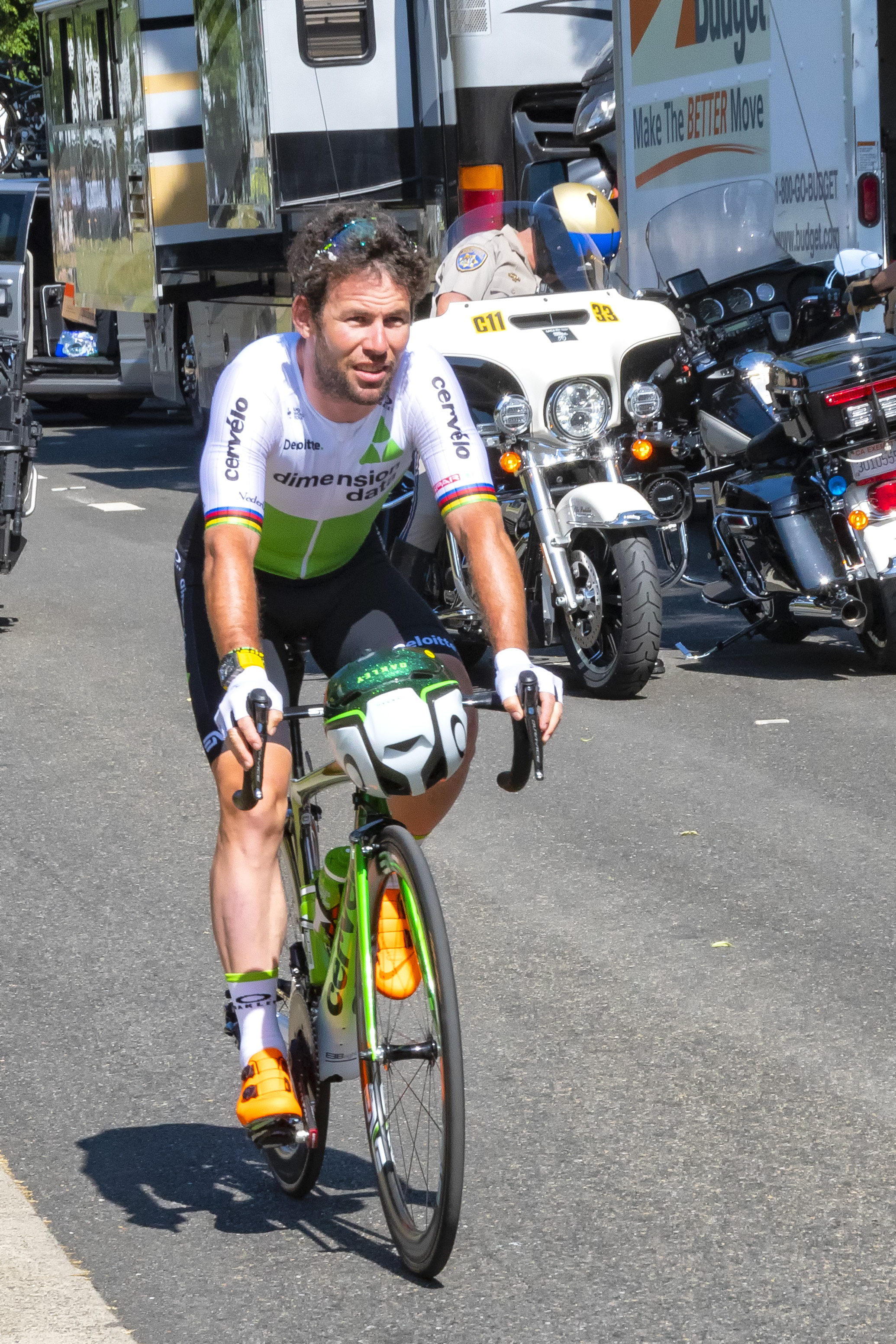
Cavendish in 2018

Cavendish bắt đầu mùa giải 2018 ở Dubai Tour, nơi anh giành được chiến thắng ở chặng 3. Sau đó anh tiếp tục tham gia các giải đua ở khu vực Trung Đông là Tour of Oman  và Abu Dhabi Tour. Ở Abu Dhabi Cavendish lại gặp tai nạn ngay ở chặng đua đầu tiên khiến cho chấn thương ở Tour de France 2017 tái phát nên phải bỏ giải. Cavendish trở lại ở giải đua Tirreno–Adriatico, nhưng một lần nữa lại gặp tai nạn ở chặng đua tính giờ đồng đội, không thể tiếp tục tham gia giải đấu. Vận xui tiếp tục đeo bám Cavendish ở giải đua Milan–San Remo, anh lại bị ngã xe rất mạnh ở khu vực Poggio di San Remo và cũng phải bỏ dở giải đua.
Đến tháng 7, Cavendish vẫn tham gia Tour de France, song lần này anh đã không giành được chiến thắng chặng nào. Thậm chí anh còn để bị loại khỏi giải đấu sau chặng 11 vì đã về đích chậm hơn thời gian quy định. Do bị quá nhiều chấn thương nên Cavendish quyết định rút lui khỏi giải đua European Road Championships theo lời khuyên của đội ngũ y tế. Anh chia sẻ "đây là thời điểm vô cùng thất vọng trong sự nghiệp của mình".

### 2019
Cavendish trở lại đường đua ở giải Vuelta a San Juan ở Argentina, anh có vị trí thứ 8.
2019 là năm mà Cavendish không tham gia Tour de France do vấn đề sức khỏe và những mâu thuẫn với đội trưởng đội Team Dimension Data Douglas Ryder. Anh chia sẻ 'trái tim như bị tan vỡ' vì không được tham gia giải đua mà anh đã liên tục thi đấu kể từ năm 2007. Khoảng cuối tháng 9 thì hai bên đã quyết định chia tay. 
Tiếp đó đó Cavendish tham gia giải đua Tour de Pologne nhưng lại để ngã xe ngay ở chặng đua đầu tiên. Sau chặng đua thứ 6 thì Cavendish quyết định bỏ dở giải đua để tập trung cho giải European Road Championships, tuy nhiên anh cũng chỉ có vị trí thứ 31 ở giải đua này.
Đến cuối tháng 10, Cavendish ký hợp đồng 2020 với đội đua Bahrain Mclaren để làm đồng đội với Mikel Landa, Wout Poels và Dylan Teuns. Trước đó ở giải đua Six Days of London Cavendish đua cặp với Owain Doull đã về nhì sau cặp Elia Viviani và Simone Consonni. Đây là kết quả tốt nhất của Cavenish trong năm 2019.

### 2020
Đầu năm 2020 hi vọng tham dự Olympics 2020 của Cavendish vụt tắt khi anh không được gọi vào đội tuyển Anh tham gia các giải đấu tuyển chọn như Track Cycling World Cup 2019-20 ở Milton, Canada hay 2020 Track Cycling World Championships ở Berlin.
Còn ở đội đua mới Bahrain Mclaren, giải đua đầu tiên là Tour of Saudi Arabia hồi tháng 2 năm 2020. Sau khi bị ngã xe tới 2 lần ở chặng 2 thì anh chuyển sang nhiệm vụ đua hỗ trợ cho đồng đội Phil Bauhaus giành 2 chiến thắng chặng và đoạt chức vô địch.  
Sau khi trải qua giai đoạn nghỉ thi đấu vì đại dịch Covid 19 thì Cavendish cũng không được đội đua điền tên thi đấu Tour de France 2020. Lần này Cavendish thừa nhận anh không sẵn sàng tham gia Tour de France 2020 do thiếu cảm giác thi đấu và vì giải đua có nhiều chặng đua không sở trường.
Đến cuối năm, Cavendish có tham gia vài giải đua Classic song không có kết quả cao. Tổng kết lại thì 2020 là mùa giải thứ 2 liên tiếp mà Cavendish không giành chiến thắng chặng đua đường trường nào.  Đến tháng 12 năm 2020, Cavendish thông báo sẽ trở lại đội đua Deceuninck-Quick Step từ năm 2021.

### 2021
Năm 2021 chứng kiến sự hồi sinh của Cavendish. Ở giải đua Tour of Turkey hồi tháng 4, anh đã giành được chiến thắng chặng đầu tiên kể từ năm 2018, đó là chiến thắng ở chặng đua thứ 2. Không dừng lại ở đó, còn chiến thắng cả chặng 3, 4 và 8 của giải đua này.
Đến tháng 6, Cavendish giành thêm 1 chiến thắng ở chặng đua cuối cùng của giải Tour of Belgium. Phong độ đó giúp cho Cavendish được đội đua điền tên thi đấu giải đua Tour de France 2021. Trở lại Tour de France sau 2 năm vắng bóng, Cavendish chiến thắng 4 chặng đua để giành chiếc áo xanh tính điểm. Bốn chiến thắng đó cũng nâng tổng số chiến thắng chặng Tour de France của anh lên con số 34, ngang bằng với huyền thoại Eddy Merckx.
Đến cuối năm, Cavendish một lần nữa tham gia giải đua trong nhà Six Days of Ghent. Nhưng anh lại gặp tai nạn nghiêm trọng, phải nghỉ thi đấu đến hết mùa giải. Tháng 12 là thời điểm gia hạn hợp đồng với Quick-Step-Alpha Vinyl thêm 1 năm.

### 2022
Cavendish bắt đầu mùa giải 2022 ở các giải đua ở Trung Đông, nơi anh giành được chiến thắng chặng 2 giải đua Tour of Oman và chặng 2 giải đua  UAE Tour.
Ngày 16 tháng 3, Cavendish trở thành cua rơ người Anh đầu tiên chiến thắng giải đua Classic Milano–Torino. Đây cũng là chiến thắng ở Italia đầu tiên của anh kể từ năm 2014.
Ngày 8 tháng 5, Cavendish đã giành chiến thắng chặng 3, được tổ chức ở Hungary, của giải đua xe đạp Giro d'Italia 2022, đây cũng là chiến thắng chặng Giro thứ 16 của anh. Chiến thắng này nâng tổng cố chiến thắng chặng lên con số 53, thành tích giúp anh chỉ còn kém 4 chiến thắng so với Mario Cipollini và 7 chiến thắng so với Merckx trong danh sách những cua rơ chiến thắng nhiều chặng đua Grand Tour nhất.

### Bibliography
- Moore, Richard (2012). Sky's the Limit: Wiggins and Cavendish: British Cycling's Quest to Conquer the Tour De France. HarperCollins. ISBN 978-0-00-734183-2.